# Spodumen
A spodumen az ino- vagyis láncszilikát a piroxéncsoport tagja. Néha hatalmas kristályokban is megtalálható, bordázott felszíni lapokkal. A legnagyobb felfedezett kristály 12,8 méter hosszú és a súlya 56 tonna volt. Először 1800-ban a francia d'Andrada nevű fizikus publikálta jellemzőit, így őt tekintik az ásvány felfedezőjének. Tömeges előfordulásban fontos ipari nyersanyag lítium kinyerésére. A világ lítium felhasználása évente mintegy 80 000 tonna, melynek döntő többsége Ausztrália nyugati vidékéről származik.

## Kémiai összetétele
- Lítium (Li) =3,7%
- Alumínium (Al) =14,5%
- Szilícium (Si) =30,2%
- Oxigén (O) =51,6%

## Drágakőváltozatai
- Smaragdzöld: hiddenit.
- Rózsaszín, ibolyavörös és bíbor: kunzit.
- Színtelen és sárga: trifán.

A hiddenitet 1879-ben W.E.Hidden észak-amerikai geológus fedezte fel Észak-Karolinában. A kunzitot 1902-ben fedezték fel Kaliforniában és nevét Kunz ékszerkereskedőről kapta. A színtelen spodument 1971-ben Brazíliában találták és rendkívül ritka ásványnak tekintik. A spodumen tiszta példányai kedvelt ékszeralapanyagnak számítanak, egy Brazíliából származó kunzitból 880 karátos briliáns formát csiszoltak.

## Keletkezése
Magmatikusan pegmatitokban képződik. Gyakran kőzetalkotó ásvány.
Hasonló ásványok: albit, ametiszt, berill és turmalin.

## Előfordulásai

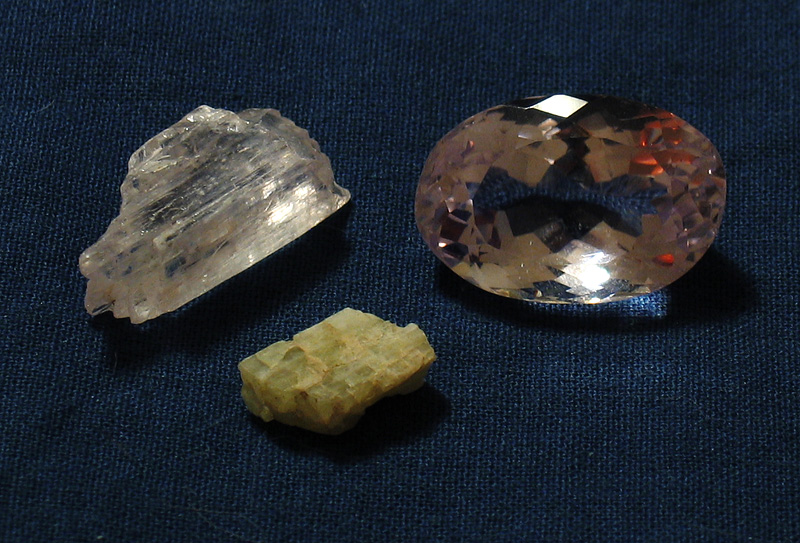
Nyers és csiszolt spodumen

A Skandináv-félszigeten Norvégia területén, Svédországban Västerbotten közelében és Skellefteä térségében 15 km hosszban északnyugati irányban elhúzódó pegnatitos előfordulásban és Üto-szigetén. Finnország területén Toro közelében és Tammela körzetében. Jelentős előfordulások vannak Skócia és Írország területén.Oroszországban az Ural-hegység területén a Bajkál mentén és kelet Szibériában. Afganisztán területén Nurisztánban valamint a közeli Pakisztán északi vidékein. Az Egyesült Államok Kalifornia, Dél-Dakota, Észak-Karolina szövetségi államaiban vannak jelentős előfordulások. Kanada területén Manitoba tartományban lelhető fel tömegesen. Előfordulásai megtalálhatók Madagaszkár-szigetén és Zimbabwe területén. Brazíliában Itambacuri közelében található előfordulásban gyakoriak az ékszeripari feldolgozásra alkalmas példányok. A világ legjelentősebb előfordulásai Ausztráliában találhatók, Tasmániai-szigeten és a kontinens nyugati területein.
Kísérő ásványok: albit, berill, lepidolit, eukriprit és kvarcváltozatok valamint a földpátok.
A spodumen magyarországi előfordulását nem regisztrálták.